# Сухарєв Олександр Анатолійович
Олександр Анатолійович Сухарєв (рум. Alexandru Suharev; нар. 4 листопада 1975) — молдовський та український футболіст. Виступав за збірну Молдови.

## Клубна кар'єра
Вихованець школи одеського «Чорноморця». Клубну кар'єру розпочинав в «Олімпії» з міста Бєльці. Після чого протягом двох років виступав за «Зімбру». Влітку 1997 року перейшов у російський клуб «Аланія», за який дебютував у чемпіонаті Росії 2 липня того ж року в домашньому матчі 16-го туру проти московського «Спартака», вийшовши на 57-ій хвилині на заміну Михайла Ашветії. У 1998 році перейшов в український «Дніпро», ставши першим легіонером, якого викликали з клубу в свою національну збірну. Після цього два роки грав в Ізраїлі, виступаючи за «Маккабі» з Єрусалиму, «Маккабі Іроні» (Кір'ят-Ата) й «Бней-Сахнін». У 2003 році перейшов у клуб «Локомотив» (Чита), проте в січні 2004 року був виставлений на трансфер. Надалі грав за казахстанський «Ордабаси», де в 2005 році завершив професійну кар'єру.

## Кар'єра в збірній
З 1995 по 1999 роки виступав за національну збірну Молдови, в складі якої провів 16 матчів і забив 1 м'яч.

## Досягнення
Олімпія (Бєльці)
- Національний дивізіон Молдови
  -  Бронзовий призер (1): 1994/95

Зімбру (Кишинів)
- Національний дивізіон Молдови
  -  Чемпіон (1): 1995/96
  -  Срібний призер (1): 1996/97